# Rosanne Laflamme
 (août 2017).
Si vous disposez d'ouvrages ou d'articles de référence ou si vous connaissez des sites web de qualité traitant du thème abordé ici, merci de compléter l'article en donnant les références utiles à sa vérifiabilité et en les liant à la section « Notes et références ».
Pour les articles homonymes, voir Laflamme.
Marie Rosanne Desneiges Laflamme est une athlète paralympique québécoise née le 26 février 1937 à Saint-François-de-la-Rivière-du-Sud et morte à l'Hôtel-Dieu de Montmagny le 18 juillet 1991. 

## Biographie
Rosanne Laflamme est la fille d'Edgar Laflamme (25 mars 1904 - 1er août 1997), fermier et bûcheron originaire de Saint-Raphaël, province de Québec, et de Rosa Bibeau (19 novembre 1906 - 20 janvier 1997), femme au foyer et originaire de Saint-Georges de Windsor dans les Cantons de l'Est.
Le père de Rosanne, Edgar Laflamme, a comme ancêtres lointains François Quemeneur dit Laflamme (1672-1728), originaire de Ploudaniel, Brest, Saint-Pol-de-Léon, Bretagne, France et Marie-Madeleine Chamberland (1685-1765), née et décédée à Saint-François-de-l'Île-d'Orléans, province de Québec.
La mère de Rosanne, Rosa Bibeau, a comme ancêtre lointain François Bibeau (1632-1708), un laboureur originaire de Huré, Lagord, Charente-Maritime, France et Louise Enard (1668-1716), originaire de La Rochelle en France.
Le 18 juillet 1940, Rosanne Laflamme alla cueillir des fraises dans le champ de mil de son père Edgar Laflamme. Pendant que celui-ci faisait les foins avec sa faucheuse qui faisait beaucoup de bruit. La petite alla au-devant de son père en criant son nom. Malheureusement, la faucheuse happa la gamine qui se vit amputée de trois membres. Rosanne fut conduite d'urgence à l'Hôtel-Dieu de Lévis où le chirurgien en service lui recousit les moignons. Elle passa deux mois en convalescence. Puis elle retourna à la ferme de ses parents. Le cordonnier du village lui fabriqua alors des semelles de cuir spéciales, fixées à ses genoux. C'est pourquoi, nantie de ces genouillères, Rosanne put dès lors grimper dans les arbres, sauter les ruisseaux et accompagner les enfants du voisinage dans leurs jeux. Ses parents Edgar et Rosa ont élevé Rosanne dans l'amour et dans l'affection mais sans la surprotéger. Ensuite, ils l'ont habituée à s'arranger sans aide. De plus, les trois frères (Gérard, Fernand et Jean-Paul) et les deux sœurs (Réjeanne et Fernande (cousine adoptée par la famille Laflamme) de Rosanne Laflamme l'ont également intégrée à leurs activités. Ce qui fut d'un grand secours pour faciliter sa réhabilitation.

## Formation
En 1943, à 6 ans Rosanne fréquenta l'école du rang et ce, jusqu'à l'âge de 10 ans. À l'époque, la classe qui l'accueillait comportait 40 élèves. Ensuite, elle entra au pensionnat des Sœurs de la Congrégation : couvent de Montmagny, pour compléter sa profession de foi. En ce lieu, Rosanne se fit de bonnes amies tout en ayant l'affection des religieuses. Elle vécut de belles années. Cependant, l'horaire scolaire était trop chargé pour ses capacités physiques : activités parascolaires, la messe, suivre des cours, aller aux vêpres, le soir. Il en résulta bientôt un épuisement général. Rosanne dû consulter un médecin qui diagnostiqua une dépression nerveuse et une faiblesse générale. Dans ces circonstances, Rosanne dût donc, malgré elle, abandonner ses études avant d'avoir complété sa 7e année. (Ibid. p. 33 à 35)
En 1954, à 17 ans, l'adolescente plutôt solitaire passait son temps à crocheter, à broder, à s'occuper des fleurs et à couper du bois à la ferme familiale. (Ibid. p. 36)
Plus, tard, à 20 ans, Rosanne Laflamme commença à travailler comme bonne à tout faire dans les familles des environs. Puis, elle fut embauchée comme cuisinière au couvent de Montmagny. Enfin, ses émoluments étaient certes maigres et ce, pour de nombreuses heures de travail continues mais malgré cela, Rosanne gagnait en indépendance et en autonomie. (Ibid. p. 39)
Un jour, lorsqu'elle fut dans un centre de Main-d'œuvre pour trouver du boulot et contre toute attente, une travailleuse sociale lui suggéra (vu sa faible scolarité et son manque de qualification) de faire un retour aux études. Pourquoi? Dans le but que Rosanne Laflamme puisse obtenir dans un avenir approché un bon emploi. Lequel, pourra éventuellement lui permettre de vivre convenablement. (Ibid. p. 39)
En 1961, Rosanne est âgée de 24 ans. Elle est financée par le gouvernement du Québec pour compléter une formation de 2 ans en secrétariat au Collège O'Sullivan de Limoilou. Elle se mit au travail avec acharnement, tant et si bien qu'elle termina son cours en seulement un an. Sur les bancs du collège, Rosanne rencontra des compagnes de classe épatantes qui l'incitèrent à sortir, à fréquenter les discothèques et à aller au cinéma. Ce qui eut un impact significatif sur la jeune femme en la rendant plus sociable en public, tout en accroissant sa confiance en soi. (Ibid. p. 40)

## Emploi
En 1962, le directeur du Collège O'Sullivan de Limoilou demande à Rosanne Laflamme, âgée alors de 25 ans, de remplacer in extremis un professeur qui quittait l'établissement. Comme Rosanne était fonceuse et déterminée, elle accepta d'emblée ce poste. Cet emploi permit à Rosanne d'être plus indépendante et autonome. En 1975, cela fait 13 ans que Rosanne Laflamme exerce le métier de professeur de sténo-dactylo bilingue (anglais-français) au collège O'Sullivan de Limoilou. Elle enseigne avec passion à une trentaine d'étudiantes. Petit à petit, elle commença à prendre de l'assurance en développant des trucs lui rendant la vie plus facile. L'enseignante Laflamme est aussi appréciée par ses étudiantes que les autres professeurs. Rosanne peut dactylographier 35 mots par minute à l'aide de sa main gauche. De 1975 à 1977, Rosanne Laflamme a donné des cours du soir à l'Éducation Permanente aux adultes au collège Notre-Dame de Rocamadour. Emploi qu'elle a quitté pour se consacrer au bénévolat auprès des personnes handicapées. (Ibid. p. 41-43)

## Vie amoureuse
Au cours de sa vie, Rosanne Laflamme a eu de nombreuses aventures. Mais elle connut aussi l'amour. De plus, l'enseignante Laflamme suivit des cours d'anglais, d'espagnol, d'italien et d'allemand pour pouvoir mieux communiquer avec les étrangers. Ensuite, les salles de danse ont permis à Rosanne d'être moins sauvage et donc d'être plus sociable avec les gens. Et ainsi de faire face aux préjugés de certaines personnes à son endroit. (Ibid. p. 48-49)

## Exploits sportifs
C'est la Société des Handicapés du Québec devenu Carrefour adaptation, qui permit à Rosanne Laflamme de s'initier à diverses activités sportives. De plus, c'est le sport qui lui a redonné le goût de lutter et de forger son propre bonheur. Rosanne rencontra le professeur d'éducation physique belge Jacques Vanden Abeele (1938-2016) qui l'initia aux sports pour handicapés (ski et natation). (ibid. p. 62)
En 1971, à 34 ans, une vie nouvelle s'ouvrait devant Rosanne. Plus tard, grâce à la patience du moniteur de natation Jean Leclerc, Rosanne Laflamme réussissait à passer le grade intermédiaire de natation de la Croix-Rouge. Ensuite, elle pratiqua assidument le ski au Mont Sainte-Anne et à Val-David, le badminton, le ballon-volant, l'athlétisme, le tir à l'arc et le patin à glace. Peu de temps après son entraînement, Rosanne Laflamme commença à faire sérieusement de la compétition sportive.  Et depuis ce temps, elle n'a jamais arrêté. (Ibid. p. 64-67)
Voici les exploits sportifs de Rosanne Laflamme :
- Aux jeux provinciaux pour handicapés de Laval, dans la province de Québec au Canada : meilleure athlète de la journée et 3 médailles d'or. (Ibid. p. 67)
- En 1973, ce fut la compétition internationale de ski alpin pour handicapés de Courchevel en France. Onze pays furent présents à cette compétition. Rosanne Laflamme se classa 6e. (Ibid. p. 69)
- En 1975, aux Jeux internationaux pour handicapés de Saint-Étienne en France, où évoluaient 450 athlètes de 15 à 60 ans, de toutes professions et de toutes classes sociales. Rosanne Laflamme fut chef de délégation (réunions, réceptions et compétitions) et seule athlète à représenter le Canada. Et fait à noter, elle est la seule athlète de ces Jeux à être amputée de 3 membres. Rosanne Laflamme se surpassa en remportant une médaille d'or au lancer du poids, une médaille d'argent au lancer du javelot et une médaille de bronze en natation. De surcroît, elle obtint le titre d'athlète la plus méritante des Jeux. (Ibid. p. 71-74)
- En date de septembre 1977, à l'âge de 40 ans, Rosanne Laflamme aura cumulé 28 médailles remportées lors de compétitions pour handicapés physiques.

## Conférencière
En 1974, Rosanne Laflamme fut invitée à un symposium : « La vie vaut telle la peine d'être vécue ? », organisé par le club Kiwanis de Québec. C'est au Cégep de Sherbrooke qu'a eu lieu la présentation de Rosanne. Claude Saint-Jean atteint lui-même de l'ataxie de Friedreich fut aussi présent. (Ibid. p. 88)
Rosanne Laflamme a donné des conférences à travers tout le Québec, entre autres pour dénoncer tout haut les préjugés qui entourent encore les handicapés. (Ibid. p. 89)
En 1976, l'athlète Laflamme était l'invitée spéciale de Madame Lise Payette lors d'un déjeuner-causerie de la Chambre de commerce de Montréal (Ibid. p. 125)
En juin 1978, Rosanne Laflamme donne une conférence dans la ville d'Honolulu dans l'état américain d'Hawaï, au 51e congrès des millionnaires de l'Assurance-vie devant 6000 congressistes. Elle prononce aussi une conférence en Australie. Au moins 1000 conférences furent données par Rosanne Laflamme. 
En 1981, à l'âge de 44 ans, Rosanne déménagea à Montréal où elle continuera à donner quelques conférences.

## Hommages
- Centre sportif Rosanne-Laflamme[3]

- Parc Rosanne-Laflamme[4]

- Comme écrivaine elle a écrit le livre Rosanne Laflamme, Rosanne, Un seul membre... mais une volonté de fer, Éditions Héritage, 1976. 127 p. qui fut un best seller tiré à plus de 30 000 exemplaires et traduit en anglais sous le titre A Will and a Way, Rosanne's Story grâce au soin du Conseil canadien des arts.

- Année 1974, Prix Lorenzo Verrette : pour l'excellence de son enseignement comme professeur de sténo-dactylo bilingue (français-anglais) au collège O'Sullivan de Limoilou

- L'Essor de la Loire, Vendredi 11 juillet 1975 : Les Jeux de la fraternité, de la volonté et de l'espoir mondiaux. Image, page frontispice du journal : Yves Nayme (1930-2002)[5], le patron des Jeux, posant avec Rosanne Laflamme, la canadienne amputée des deux jambes et d'un bras, symbole des jeux. (Ibid. p. 120)

- Au gala des médailles d'or organisée par la Palestre Nationale, en mars 1976 ; Rosanne Laflamme reçoit des mains de Lucie Lessard, championne de tir à l'arc, un trophée de distinction pour le sport amateur pour handicapés. (Ibid. p. 126)

- En 1977, Rosanne Laflamme reçoit l'insigne honorifique Vraie-Vie du Gouverneur Général du Canada Edward Schreyer[6]. La même année, le cinéaste Daniel Bertolino fait une entrevue télévisée avec Rosanne Laflamme intitulée « Handicapée sportive : Rosanne Laflamme »[7]

- Mai 1978, lancement de la Fondation Rosanne Laflamme, à Saint-Jean-sur-Richelieu.

- Lors du Gala de la Personnalité sportive par excellence, organisé par la Régionale de la Jeune chambre commerce de Québec, Rosanne Laflamme fut nommée la personnalité du mois d'août. À cet effet, on lui remit une plaque commémorative. (Ibid. p. 126-127)

- En 1989, elle est lauréate du trophée des Coopérants, secteur sports.

- En 2008, la ville de Québec et le Ministère de la Culture, des Communications et de la Condition féminine du  Québec lui rendent hommage en apposant une plaque commémorative au 115 9e Rue, qu'elle a habité dans Limoilou.

## Citations
« Ce livre s'adresse aux handicapés comme aux gens normaux, à ceux qui n'ont pas réussi à développer leur potentiel : il se veut, sans prétention, un encouragement au dépassement, un appel à la lutte, à la volonté de réussir, à la vie...» (Rosanne Laflamme, Rosanne Un seul membre... mais une volonté de fer, Éditions Héritage, 1976, p. 76)
« Individuellement et collectivement, nous avons une longue lutte à mener, celle de la justice; le jour où chacun assumera de plein gré l'égalité sociale en en faisant son proche cheval de bataille, on ne parlera plus d'injustice mais de charité.» (Ibid. p. 107)
« Je crois vraiment que le sport est un des moyens les plus valables pour améliorer le sort des handicapés. Il leur ferait oublier leurs soucis, leur handicap, tout en leur permettant de rencontrer des gens.» (Ibid. p. 112)
« Je me joins à ceux et celles qui ont compris qu'en réalité tous les hommes sont des êtres incomplets, handicapés; ce n'est qu'une fois unis que nous réussirons individuellement et collectivement à nous en sortir.» (Ibid. p. 114)